# Erick Cabalceta
Erick Anthony Cabalceta Giacchero  (La Uruca, San José, 9 de enero de 1993) es un futbolista costarricense naturalizado salvadoreño que juega en la posición de defensa central en el Club Deportivo Águila de la Primera División de El Salvador.

## Trayectoria
Es originario de San Juan de Tibás, San José. Realizó sus divisiones menores en el fútbol aficionado, con el Municipal Tibás. Posteriormente. fue contratado por el actualmente desaparecido  Brujas F. C., donde hizo su debut en la Primera División de Costa Rica el 27 de marzo del 2011, a sus 18 años. 
En la temporada del 2012, pasó brevemente las filas del Orión F. C. jugando de titular. Estando en ese equipo fue fichado por el Catania S. S. C., club que participaba en ese momento en la Serie A de Italia. Tiene ascendencia italiana por el lado materno, y adquirió la ciudadanía de ese país en 2012, antes de firmar un contrato de cuatro años con los sicilianos.  Después de una temporada capitaneando las divisiones menores del club, se incorporó al primer equipo para la temporada 2013-14. Luego de un mal torneo y problemas económicos, el conjunto catanesi descendió a la Serie B en 2014, junto con el Bologna y el A. S. Livorno. Cabalceta tuvo poca participación en el campeonato, por lo que el Catania decidió prestarlo.
i
El 22 de agosto de 2013, se informó de que el Barcelona F. C.. de España estaría interesado en contratarlo. Sin embargo, la negociación nunca se concretó.
No obstante, lo que en realidad se dio fue que el periodista Francesc Aguilar de Mundo Deportivo lo incluyó en una lista de jóvenes defensas centrales con la sugerencia que el FCBarcelona podría darle seguimiento a estos jugadores ya que su entrenador, el Tata Martino tenía en mente fichar a un defensa joven. 
Para el torneo de Invierno 2014, el Catania lo cedió a préstamo por un año al Club Sport Cartaginés. En septiembre de 2015, el Catania dejó en libertad al jugador, luego de que el equipo fuera castigado con el descenso a la tercera división italiana (Lega Pro) por arreglo de partidos.
Para el Campeonato de Invierno 2015, firmó por dos temporadas con el Deportivo Saprissa.

## Selección nacional

### Selección de Costa Rica
Cabalceta fue convocado al equipo nacional de Costa Rica Sub-20, para la eliminatoria rumbo la Copa Mundial de 2013 a realizarse en Turquía. Sin embargo, la selección de Costa Rica resultó eliminada por Cuba en los octavos de final del Premundial de la CONCACAF,  efectuado en México en febrero de ese año.
Finalmente, fue parte de la selección Sub-23 que participó en los Juegos Centroamericanos y del Caribe de 2014, realizados en la ciudad de Veracruz, México. Cabalceta anotó un gol, en la derrota de 1 a 2 contra la selección de Cuba.

## Clubes
Actualizado al último partido jugado el 1 de abril de 2024.
| Brujas Fútbol Club · Costa Rica              | 1.ª                 | 2010-11             | 2   | 0  | - | - | - | - | 2   | 0  |
| Brujas Fútbol Club · Costa Rica              | Total               | Total               | 2   | 0  | 0 | 0 | 0 | 0 | 2   | 0  |
| Orión Fútbol Club · Costa Rica               | 1.ª                 | 2011-12             | 19  | 2  | - | - | - | - | 19  | 2  |
| Orión Fútbol Club · Costa Rica               | Total               | Total               | 19  | 2  | 0 | 0 | 0 | 0 | 19  | 2  |
| Catania Football Club · Italia               | 1.ª                 | 2012-13             |     |    |   |   |   |   |     |    |
| Catania Football Club · Italia               | 1.ª                 | 2013-14             |     |    |   |   |   |   |     |    |
| Catania Football Club · Italia               | Total               | Total               | 0   | 0  | 0 | 0 | 0 | 0 | 0   | 0  |
| Club Sport Cartaginés · Costa Rica           | 1.ª                 | 2014-15             | 14  | 1  | - | - | - | - | 14  | 1  |
| Club Sport Cartaginés · Costa Rica           | Total               | Total               | 14  | 1  | 0 | 0 | 0 | 0 | 14  | 1  |
| Deportivo Saprissa · Costa Rica              | 1.ª                 | 2015-16             |     |    |   |   |   |   |     |    |
| Deportivo Saprissa · Costa Rica              | Total               | Total               | 0   | 0  | 0 | 0 | 0 | 0 | 0   | 0  |
| Asociación Deportiva Carmelita · Costa Rica  | 1.ª                 | 2016                | 16  | 0  | - | - | - | - | 16  | 0  |
| Asociación Deportiva Carmelita · Costa Rica  | Total               | Total               | 16  | 0  | 0 | 0 | 0 | 0 | 16  | 0  |
| Saint Louis Football Club Estados Unidos     | 2.ª                 | 2017                | 10  | 0  | 1 | 0 | - | - | 11  | 0  |
| Saint Louis Football Club Estados Unidos     | Total               | Total               | 10  | 0  | 1 | 0 | 0 | 0 | 11  | 0  |
| Asociación Deportiva Carmelita · Costa Rica  | 1.ª                 | 2018                | 16  | 0  | - | - | - | - | 16  | 0  |
| Asociación Deportiva Carmelita · Costa Rica  | 1.ª                 | 2018                | 17  | 4  | - | - | - | - | 17  | 4  |
| Asociación Deportiva Carmelita · Costa Rica  | Total               | Total               | 33  | 4  | 0 | 0 | 0 | 0 | 33  | 4  |
| Club Sport Cartaginés · Costa Rica           | 1.ª                 | 2019                | 16  | 2  | - | - | - | - | 16  | 2  |
| Club Sport Cartaginés · Costa Rica           | 1.ª                 | 2019-20             | 22  | 1  | - | - | - | - | 22  | 1  |
| Club Sport Cartaginés · Costa Rica           | Total               | Total               | 38  | 3  | 0 | 0 | 0 | 0 | 38  | 3  |
| Asociación Deportiva San Carlos · Costa Rica | 1.ª                 | 2020-21             | 12  | 2  | - | - | - | - | 12  | 2  |
| Asociación Deportiva San Carlos · Costa Rica | 1.ª                 | 2021-22             | 35  | 1  | - | - | - | - | 35  | 1  |
| Asociación Deportiva San Carlos · Costa Rica | Total               | Total               | 47  | 3  | 0 | 0 | 0 | 0 | 47  | 3  |
| Liga Deportiva Alajuelense · Costa Rica      | 1.ª                 | 2022-23             | 12  | 0  | - | - | 5 | 0 | 17  | 0  |
| Liga Deportiva Alajuelense · Costa Rica      | Total               | Total               | 12  | 0  | 0 | 0 | 5 | 0 | 17  | 0  |
| Asociación Deportiva San Carlos · Costa Rica | 1.ª                 | 2023-24             | 9   | 0  | - | - | - | - | 9   | 0  |
| Asociación Deportiva San Carlos · Costa Rica | Total               | Total               | 9   | 0  | 0 | 0 | 0 | 0 | 9   | 0  |
| Club Deportivo Águila · El Salvador          | 1.ª                 | 2025-26             |     |    |   |   |   |   |     |    |
| Club Deportivo Águila · El Salvador          | Total               | Total               | 0   | 0  | 0 | 0 | 0 | 0 | 0   | 0  |
| Total en su carrera                          | Total en su carrera | Total en su carrera | 200 | 13 | 1 | 0 | 5 | 0 | 206 | 13 |
| (2) No incluye goles en partidos amistosos.  |                     |                     |     |    |   |   |   |   |     |    |

Reservas
| Club            | País       | Año |
| --------------- | ---------- | --- |
| Municipal Tibás | Costa Rica |     |

### Selección nacional
| Selección                                    | Año                 | Partidos | Goles |
| -------------------------------------------- | ------------------- | -------- | ----- |
| Costa Rica Sub-20                            |                     |          |       |
| 2013                                         | 3                   | 0        |       |
| Costa Rica Sub-21                            |                     |          |       |
| 2014                                         | 2                   | 1        |       |
| Total en su carrera                          | Total en su carrera | 5        | 1     |
| El Salvador                                  |                     |          |       |
| 2022                                         | 4                   | 0        |       |
| 2023                                         | 7                   | 0        |       |
| 2024                                         | 0                   | 0        |       |
| Total en su carrera                          | Total en su carrera | 11       | 0     |
| Estadísticas hasta el 14 de octubre de 2023. |                     |          |       |

## Palmarés

### Títulos nacionales
| Título                         | Club               | País       | Año  |
| ------------------------------ | ------------------ | ---------- | ---- |
| Torneo de Copa de Costa Rica   | C.S. Cartaginés    | Costa Rica | 2014 |
| Primera División de Costa Rica | Deportivo Saprissa | Costa Rica | 2015 |